# Ткачук, Андрей Николаевич (политик)
Андрей Николаевич Ткачук (7 ноября 1970, Омск) — политический и общественный деятель русского национализма, неформальный руководитель русской националистической организации «Русская община», бывший вице-спикер городского совета Омска и экс-заместитель мэра Долгопрудного.

## Биография
Родился 7 ноября 1970 года в Омске.   
В 1989 году некоторое время работал слесарем-сборщиком на производственном объединении «Полёт».  
Получил образование в Омском государственном техническом университете в 1995 году по специальности «Стартовые и технические комплексы ракет и космических аппаратов». В этом же году стал работать журналистом в акционерном обществе «Зодиак».  
С 1995 по 1999 год являлся редактором, а в последствии главным редактором телепередач на канале «Евразия», в 1999 году перешёл на «12 канал» где вёл передачу «Спиной к городу». 
С 2002 по 2005 год работал сначала менеджером, а затем начальником отдела в ЗАО «Агро-Траст». После увольнения, около года руководил департаментом связи с общественностью АО «Сибнефть».  
С 2005 по 2009 год работал в омской мэрии, сначала начальником отдела департамента информационной политики (руководитель пресс-центра), затем заместителем начальника управления информационной политики омской мэрии.  
С 2012 по 2013 год работал начальником Главного управления по делам печати, телерадиовещания и средств массовых коммуникаций правительства Омской области.  
С 2013 по 2017 год являлся директором медиахолдинга «Слово», в который входят «Домашняя газета» и РИА «СуперОмск». 
В 2017 году избрался депутатом в городской совет Омска по одномандатному округу №17 от Единой России. Затем стал вице-спикером. Работал в омском парламенте до 2019 года. В предвыборных речах позиционировал себя как борца с коррупцией и «человека из народа», но многим запомнился в качестве лоббиста. 
В октябре 2019 года стал заместителем мэра города Долгопрудный в Московской области. В ноябре 2020 года покинул пост заместителя. 

### Коррупционные скандалы

#### Субсидии для медиа
В январе 2013 года Ткачук лоббировал субсидии для «Домашней газеты» и «СуперОмска», которыми изначально владел сам, а в 2012 году передал своему другу Сергею Старовойту. Областному правительству Ткачуком был предложен план по выделению этим компаниям бюджетного финансирования, что губернатор и правительство одобрили. Малопопулярная «Домашняя газета» обошла своих конкурентов и получила областную субсидию, как и издание «СуперОмск». Издания, чья репутация была весьма сомнительной и чьи редакции находились по одному адресу, получили правительственные субсидии. Ткачук избежал уголовной ответственности, но был вынужден покинуть свой пост.
Несмотря на случившийся скандал, городской бюджет финансировал различные проекты Ткачука. В 2015 году был заключен контракт между омской мэрией и медиахолдингом «Слово» на три миллиона рублей, в рамках которого необходимо было опубликовать 200 материалов о работе горадминистрации (15 тысяч рублей за статью). 

#### Застройщики
В январе 2016 года Ткачук высказался за застройку парка 30-летия ВЛКСМ в Омске. Местные оппозиционеры выступили против застройки парка, запустив интернет-петицию. Ткачук публично раскритиковал эту петицию, подписанную тысячами омичей. Он объяснил это так:
«Люди за то, чтобы в парке был парк, а не несколько деревьев, которые упадут на голову от старости. Туда можно прийти, и там дяденька, писающий за деревом, делает шашлыки. Это парк культуры и отдыха. Он должен иметь инфраструктуру отдыха. Чтобы не под деревом дяденька писал, а в туалете».
Журналисты издания «Новый Омск» сообщали, что Ткачук с соратниками может быть связан с застройщиками ООО «Кедр», который получил в этом парке участки под застройку. Гендиректором ООО «Кедр» был сопредседатель «Оплота» (бывшего «Единого фронта») Дмитрий Сахань. Также организацию связывали с депутатом заксобрания и долларовым миллионером Дмитрием Павловым.

#### Рейдерский захват
В июле 2018 года Елена Варфоломеева, жена Ткачука, была обвинена в рейдерском захвате детского клуба «Мечтатель». Жители одного из микрорайонов написали письмо, в котором сообщали о том, что местные власти хотят перенести «Мечтатель» на другой конец города, а нынешнее здание отдать под коммерческий детский центр. Такое решение действительно было принято и, как утверждали местные СМИ, лоббировалось Ткачуком. Выгодополучателем оказалась руководитель АНО «Центр дополнительного образования» Елена Варфоломеева. Помимо этого, Варфоломеева также претендовала на площади клубов «Салют» и «Спутник». В итоге, все три клуба Варфоломеева получила. Сам Ткачук отрицал супружескую связь с Варфоломеевой.
Дети шестого микрорайона, где находился клуб «Мечтатель», оказались без бесплатных кружков, а в новом коммерческом детском центре стали проходить платные занятия.

### Единый фронт / Оплот
В ноябре 2015 года Ткачук создал общественное движение «Единый фронт» и стал его лидером. Ткачук заявил о поддержки президента России Владимира Путина и призвал народ сплотиться в служении ему. Впоследствии общественное движение изменило своё название на «Оплот».

## Русская община
«Русская община» появилась в конце 2020 года. Её основателями выступили Евгений Чесноков, Андрей Афанасьев и Андрей Ткачук. Создание общины связано с православным олигархом Константином Малофеевым, поскольку и Ткачук, и Афанасьев связаны с Малофеевым.

## Взгляды

### Исламофобия
В сентябре 2024 года в Санкт-Петербурге прошёл «марш патриотов», видео про который записал Ткачук. В своём видео Ткачук назвал мусульман «басурманской нечистью».